# ویولند (میسیسیپی)
ویولند (به انگلیسی: Waveland) شهری در ایالت میسیسیپی کشور ایالات متحده آمریکا است که جمعیت آن در سرشماری سال ۲۰۱۰ میلادی، ۶٬۴۳۵
نفر بوده‌است.